# Promonotus priapuliformis
Promonotus priapuliformis är en plattmaskart som beskrevs av Martens och Curini-Galletti 1999. Promonotus priapuliformis ingår i släktet Promonotus och familjen Monocelididae. Inga underarter finns listade i Catalogue of Life.